# Тёплиц, Ежи
Е́жи Бонавенту́ра Тёплиц (пол. Jerzy Bonawentura Toeplitz; 24 ноября 1909, Харьков, Российская империя, теперь Украина — 24 июля 1995, Варшава, Польша) — польский историк кино, кинокритик и киновед. Доктор искусствоведения. Двоюродный брат Кшиштофа Теодора Тёплица.

## Биография
Из еврейской семьи. В 1930 году окончил юридический факультет Варшавского университета. В 1929—1934 годах активно печатался в варшавских газетах и журналах. Один из организаторов Товарищества любителей кино «Старт» (1930). В 1934—1937 годах работал в Великобритании. В 1937—1939 годах — пресс-секретарь Главного совета кинопромышленности Польши. В годы Второй мировой войны и немецкой оккупации Польши находился в эмиграции, зарабатывая на жизнь частными уроками английского языка. По окончании войны вернулся в Польшу, где в 1945—1948 годах работал заместителем генерального директора «Фильмове польски».
В 1948—1972 годах был председателем Международной федерации киноархивов. В 1949—1951 годах — директор Киношколы в Лодзи; в 1957—1968 годах — её ректор, с 1948 года — профессор. В 1958—1968 годах — заведующий сектором теории и истории кино Института искусства Польской академии наук. В 1966—1972 годах — вице-президент Международного совета ЮНЕСКО по кино и телевидению. С 1970 года жил и работал в Австралии. В период 1972—1973 годов был профессором в мельбурнском кампусе университета Ла Троб. В 1973—1979 годах был основателем и ректором Австралийской киношколы (англ. Australian Film, Television and Radio School) (Сидней). В 1976—1979 годах — вице-президент Международного центра киношкол. В 1980-е годы возвратился в Польшу.
Похоронен в самом старом и известном некрополе Варшавы — на Старых Повонзках. В 1998 году его имя было занесено на Аллею звёзд в Лодзи.
Постоянный член жюри Каннского (1958, 1965), Московского (1959, 1961) и Венецианского (1960, 1964) кинофестивалей.

### на польском языке
- Spotkanie z X Muzą. Warszawa : Wydawnictwo Artystyczne i Filmowe (1960), 346 s.: il.
- Dwadzieścia pięć lat filmu Polski Ludowej. Wydział I Nauk Społecznych Polskiej Akademii Nauk. Warszawa: Państwowe Wydawnictwo Naukowe (1969), 243 s.: il.

## Награды
- Кавалерский крест ордена Возрождения Польши
- 1946 — Серебряный Крест Заслуги
- 1953 — Командорский крест ордена Возрождения Польши
- 1979 — Премия имени Реймонда Лонгфорда[англ.]
- 1985 — Орден Австралии
- 1993 — почётный доктор искусств Киношколы в Лодзи